# Canthigaster solandri
Canthigaster solandri és una espècie de peix de la família dels tetraodòntids i de l'ordre dels tetraodontiformes.

## Morfologia
- Els mascles poden assolir 11,5 cm de longitud total.[1]

## Reproducció
És monògam.

## Alimentació
Menja algues, coralls, tunicats, mol·luscs, equinoderms, poliquets, crustacis i briozous.

## Hàbitat
És un peix marí, de clima tropical i associat als esculls de corall que viu entre 10-36 m de fondària.

## Distribució geogràfica
Es troba des de l'Àfrica oriental fins a les illes de la Línia, les Tuamotu, les illes Ryukyu, Nova Caledònia, Tonga i, de vegades també, les Hawaii.

## Observacions
És inofensiu per als humans.